# アリアナ・フランクリン
アリアン・フランクリン（Ariana Franklin、本名：ダイアナ・ノーマン〈Diana Norman〉、1933年8月25日 - 2011年1月27日）は、イギリスの作家、ジャーナリスト。主な執筆ジャンルは歴史ミステリ。
1933年、ロンドンに生まれる。ザ・ブリッツ（ロンドン大空襲）から逃れるため、家族でデヴォンへ引っ越す。父もまたジャーナリストだった。2人の娘の子育てのために郊外へ引っ越し、子育てをしながら中世の歴史や執筆業について学んだ。アリアナ・フランクリンのペンネームで執筆する歴史ミステリの代表作は、12世紀を舞台とした検死医のアデリア・アギラールが主人公のシリーズ。
映画評論家のバリー・ノーマンと結婚し、2人の娘をもうけた。2011年1月27日に死去。2013年に夫のバリーが妻の回顧録を出版した。

## 作品リスト

### ダイアナ・ノーマン名義
- Fitzempress' Law (1980) - イングランド王 ヘンリー2世時代が舞台[1]
- King of the Last Days (1981)
- The Morning Gift (1985)
- Daughter of Lîr (1988)
- Pirate Queen (1991) - 16世紀のアイルランドの女海賊、グレイス・オマリーの人生を基にした作品[1]
- The Vizard Mask (1994) - ステュアート朝期のロンドンを舞台とした作品[1]
- Shores of Darkness (1996)
- Blood Royal (1998)
- メイクピース・ヘドリー シリーズ[1]
  - A Catch of Consequence (2002) - 18世紀後半のフランス革命とアメリカ独立戦争を背景とした作品
  - Taking Liberties (2003)
  - The Sparks Fly Upward (2006)

### アリアナ・フランクリン名義
- City of Shadows (2006) - ロシア皇女アナスタシア・ロマノフを自称した精神病者アンナ・アンダーソンを主題とした作品[1]
- アデリア・アギラール シリーズ（東京創元社より吉澤康子の翻訳で刊行されている）
  - エルサレムから来た悪魔 Mistress of the Art of Death (2007) - エリス・ピーターズ・ヒストリカル・ダガー賞受賞作[1]
  - ロザムンドの死の迷宮 The Death Maze (2008) - アメリカでのタイトルは"The Serpent's Tale"[1]
  - アーサー王の墓所の夢 Relics of the Dead (2009) - アメリカでのタイトルは"Grave Goods"[1]
  - A Murderous Procession (2010) - シリーズ最終作、アメリカでのタイトルは"The Assassin's Prayer" 、英国推理作家協会図書館ダガー賞受賞作[1][4]

### ノンフィクション
- The Stately Ghosts of England (1963, 1977)
- Road from Singapore (1970, 1979)
- Terrible Beauty: Life of Constance Markievicz, 1868–1927 (1987)